# Allanson
Allanson – miasto w Australii, w stanie Australia Zachodnia.